# Служба внешней разведки Российской Федерации
Служба внешней разведки Российской Федерации (СВР России) — федеральная служба, основной орган внешней разведки Российской Федерации, спецслужба. Относится к государственным военизированным организациям, которые имеют право приобретать боевое, ручное, стрелковое и другое оружие.
Штаб-квартира СВР России находится неподалёку от деревни Бачурино в Сосенском поселении Новомосковского округа Москвы, граничащем с районом Ясенево. Комплекс Академии СВР России находится в Хлебниковском лесопарке (Московская область, Мытищинский район).
Руководство деятельностью СВР России осуществляется Президентом Российской Федерации.

## История
В декабре 1991 года СВР России провозгласила себя официальной преемницей Первого главного управления КГБ СССР (ПГУ КГБ СССР) и Центральной службы разведки СССР (ЦСР СССР).
СВР России подчёркивает свою историческую роль в качестве продолжательницы традиций специальных служб Советской России и Советского Союза: ВЧК СНК РСФСР — ГПУ НКВД РСФСР — МГБ — КГБ.
В результате распада СССР и создания Содружества Независимых Государств (СНГ) встал вопрос о кардинальной реорганизации органов внешней разведки Российской Федерации на базе упразднённой Центральной службы разведки СССР (ЦСР СССР).
После распада СССР на базе Центральной службы разведки СССР указом Президента РСФСР Бориса Ельцина № 293 от 18 декабря 1991 года, «в связи с ратификацией Верховным Советом РСФСР Соглашения о создании СНГ от 8 декабря 1991 года и в целях обеспечения безопасности Российской Федерации» образована Служба внешней разведки РСФСР (СВР РСФСР).
Согласно официальной версии СВР России, Указом Президента РСФСР от 18 декабря 1991 года не была создана принципиально новая спецслужба новой России, а Центральная служба разведки СССР была всего лишь «переименована в Службу внешней разведки России».
С распадом СССР изменилось и название службы: СВР РСФСР стала называться СВР России. 26 декабря 1991 года Президент Российской Федерации подписал Указ № 316 от 26.12.1991 о назначении первого директора СВР России. Им стал директор Центральной службы разведки СССР Евгений Примаков, которому было поручено в недельный срок представить президенту предложения о Положении о вновь созданной службе, её структуре и штатах.
13 января 1992 года Президент Российской Федерации подписал Указ № 15 о назначении заместителей директора СВР России. Все заместители директора ЦСР СССР сохранили свои посты в новой структуре. К ним добавился Иван Гореловский, который в звании генерал-лейтенанта стал отвечать за административно-хозяйственную деятельность.
После этого служба внешней разведки ещё несколько раз переформировывалась: в Федеральную службу внешней разведки России (30.09.1992), в СВР при Президенте Российской Федерации (07.10.1992), а затем уже в СВР России в её нынешнем виде.
- Указ № 293 от 18.12.1991 о создании СВР РСФСР (страница 1)
- Указ № 293 от 18.12.1991 о создании СВР РСФСР (страница 2)
- Указ № 316 от 26.12.1991 о назначении первого директора СВР России
- Указ № 15 от 13.01.1992 о назначении заместителей директора СВР России (первая команда)

Девиз Службы внешней разведки Российской Федерации — «Без права на славу, во славу державы».

## Законодательное регулирование
В настоящее время деятельность СВР России строится на базе федерального закона «О внешней разведке» № 5-ФЗ от 10 января 1996 года.
Также деятельность СВР России регулируются на основе:
- Федерального закона «Об обороне» № 61 от 31 мая 1996[19];
- Федерального закона «О статусе военнослужащих» № 76 от 27 мая 1998[20];
- Федерального закона «О государственной тайне» № 5485-1 от 21 июня 1993;
- Федерального закона «Об оперативно-розыскной деятельности» № 144 от 12 августа 1995.

## Место СВР России в системе государственных органов России
Служба внешней разведки Российской Федерации является федеральной службой, органом исполнительной власти России, руководство деятельностью которого осуществляет непосредственно Президент Российской Федерации. Данный статус СВР России был установлен ещё Указом № 1185 от 07.10.1992 президента Бориса Ельцина.
Внешняя разведка определяется законодательством как «составная часть сил обеспечения безопасности Российской Федерации», которая «призвана защищать безопасность личности, общества и государства от внешних угроз с использованием методов и средств», определённых федеральным законодательством.
СВР России наделена правом ведения оперативно-разыскной деятельности, в СВР России предусмотрена военная служба. Директор СВР России несёт персональную ответственность за объективность и достоверность разведывательной информации, добытой СВР России и докладываемой Президенту Российской Федерации.

## Цели и задачи СВР России
Основными направлениями работы российской внешней разведки являются:
- политическая разведка — поиск и получение данных упреждающего характера о внешнеполитических намерениях зарубежных держав, международных и общественно-политических организаций, ведущих иностранных политических лидеров; проведение операций и мероприятий, способствующих целям российской внешней политики на международной арене.
- экономическая разведка — получение информации по всем вопросам экономической деятельности внешнеполитических игроков и их экономических и финансовых структур, конъюнктуре рынков валют, сырья, драгметаллов и т. п., представляющих интерес для России, а также организация и проведение мероприятий, направленных на создание благоприятной обстановки для российских внешнеэкономических интересов, для развития эффективного внешнеэкономического сотрудничества, заключения выгодных торгово-экономических сделок и соглашений и др.
- научно-техническая разведка — получение данных о зарубежных научно-технических достижениях с приоритетом в сфере осуществления контроля за деятельностью иностранных государств в разработке принципиально новых видов оружия, для поддержания на современном уровне российской научно-технической мысли, обоснованного выделения наиболее многообещающих направлений разработок и программ национальных научно-исследовательских центров, повышения технологической оснащённости промышленности и т. п.

### Официальные российские источники
Служба внешней разведки Российской Федерации (СВР России), согласно федеральному закону РФ, предназначена для защиты безопасности личности, общества и Российского государства от внешних угроз.
СВР России осуществляет разведывательную деятельность в целях:
- обеспечения Президента Российской Федерации, Федерального Собрания и Правительства разведывательной информацией, необходимой им для принятия решений в политической, экономической, военно-стратегической, научно-технической и экологической областях;
- обеспечения условий, способствующих успешной реализации политики Российской Федерации в сфере безопасности;
- содействия экономическому развитию, научно-техническому прогрессу страны и военно-техническому обеспечению безопасности Российской Федерации.

Для этого федеральным законом «О внешней разведке» (10 января 1996 года № 5-ФЗ) Службе внешней разведки Российской Федерации предоставляются полномочия, включая конфиденциальное сотрудничество с лицами, давшими на это согласие.
Согласно заявлению директора СВР РФ С. Е. Нарышкина в 2018 году, офицеры внешней разведки в дипломатическом статусе также обеспечивают безопасность российских посольств за рубежом.
В процессе разведывательной деятельности СВР России имеет право использовать гласные и негласные методы и средства, без причинения вреда жизни и здоровью людей и нанесения ущерба окружающей среде. Порядок использования этих методов и средств определяется законами и другими нормативными актами Российской Федерации.
Разведывательная информация предоставляется Президенту Российской Федерации, палатам Федерального Собрания, Правительству Российской Федерации и определяемым Президентом Российской Федерации федеральным органам исполнительной и судебной власти, предприятиям, учреждениям и организациям.
Руководители СВР России несут личную ответственность перед Президентом Российской Федерации за достоверность, объективность разведывательной информации и своевременность её предоставления.
В соответствии с указом Президента Российской Федерации «О мерах по противодействию терроризму» от 15 февраля 2006 года был создан Национальный антитеррористический комитет (НАК), в состав которого вошёл директор СВР России.
Общее руководство органами внешней разведки Российской Федерации (в том числе и СВР России) осуществляет Президент Российской Федерации.

### Западные источники
Согласно опубликованным оценкам британских и американских источников, к актуальным целям и задачам внешней разведки России они относят: тайное финансирование российскими разведчиками европейских партий и фондов с целью «подрыва политической целостности» Евросоюза, внесение разногласий между членами ЕС по вопросу о санкциях против России и создание условий для снятия санкций, негативное влияние на евро-атлантическую солидарность НАТО, воздействие на процесс выборов в странах Запада, блокирование процесса развёртывания систем противоракетной обороны США в Европе и создание условий для энергетической монополии России. Среди ультраправых партий Европы, попавших под подозрение в тайном сотрудничестве и финансировании через каналы российской разведки, по данным газеты The Telegraph, находятся венгерская националистическая партия «Йоббик», итальянская «Лига Севера», греческая «Золотая Заря», французский «Национальный фронт».
Согласно выводам главного аналитика контрразведки Швеции Вильгельма Унге, современные российские разведчики намного более образованы и обычно моложе своих советских предшественников. Целью российских разведчиков, по оценке шведского аналитика, является приобретение секретных передовых технологий и вербовка граждан страны пребывания.

## Организационная структура
Структура Службы внешней разведки корректируется в зависимости от изменяющейся обстановки и возникающих перед организацией задач. Главой СВР является директор, который имеет первого заместителя и четырёх заместителей по отдельным направлениям: по операциям, по науке, по кадрам и по материально-техническому обеспечению.
В соответствии с законом «О внешней разведке» от 10 января 1996 года, построена организационная структура СВР России, включающая оперативные, аналитические и функциональные подразделения (управления, службы, самостоятельные отделы). В неё входят добывающий аппарат, аналитические и оперативно-технические подразделения, которые объединены в управления и службы.
В целом структура СВР России согласно информации с официального сайта выглядит следующим образом:
- Директор СВР России
  - Группа консультантов
  - Коллегия
  - Первый заместитель директора СВР России
  - Статс-секретарь
  - Бюро по связям с общественностью и СМИ (Пресс-бюро)
  - Аппарат директора
    - Протокольный отдел

  - Заместитель директора по кадрам
  - Заместитель директора по науке
    - Управление НТР (научно-техническая разведка)
    - Управление опертехники
    - Управление информатики
    - Академия внешней разведки СВР России

  - Заместитель директора по операциям
    - Оперативные отделы

  - Заместитель директора по материально-техническому обеспечению
    - Служба эксплуатации и обеспечения

  - Центр собственной безопасности
  - Управление анализа и информации
  - Управление внешней контрразведки
  - Управление экономической разведки

Функционирует и Коллегия СВР России, куда входят заместители Директора, начальники подразделений.

## Руководство

### Директор
Директор Службы внешней разведки Российской Федерации назначается Президентом Российской Федерации. В современной Российской истории СВР России возглавляли:
| № | ФИО                          | Воинское звание                                   | Даты (гг.)              |
| - | ---------------------------- | ------------------------------------------------- | ----------------------- |
| 1 | Примаков, Евгений Максимович | Гражданский                                       | 30.09.1991 — 09.01.1996 |
| 2 | Трубников, Вячеслав Иванович | Генерал-полковник, Генерал армии (22.01.1998)     | 10.01.1996 — 20.05.2000 |
| 3 | Лебедев, Сергей Николаевич   | Генерал-полковник (2000), Генерал армии (07.2003) | 20.05.2000 — 09.10.2007 |
| 4 | Фрадков, Михаил Ефимович     | Гражданский (полковник запаса)                    | 09.10.2007 — 04.10.2016 |
| 5 | Нарышкин, Сергей Евгеньевич  | Гражданский (офицер запаса)                       | с 05.10.2016 — н. в.    |

### Первый заместитель директора
Должность занимали:
- Трубников, Вячеслав Иванович (13 января 1992 — 10 января 1996);
- Щербаков, Алексей Анатольевич (10 января 1996 — 31 октября 2000), в конце 90-х годов совмещал с должностью статс-секретаря СВР России;
- Завершинский, Владимир Иванович (31 октября 2000 — 11 июля 2008), с 2004 года совмещал с должностью руководителя 1-й Службы (политическая разведка);
- Фадеев, Дмитрий Леонидович (2014 — 2015);
- Лавренцов Виктор Фёдорович (c 2015).

### Заместители директора
В настоящее время Директор СВР России имеет следующих заместителей:
- статс-секретарь — Михеев Сергей;
- заместитель директора — Максимович Михаил Александрович;
- заместитель директора — Рыбалкин В.И.;
- заместитель директора — Моряков А. М.;
- заместитель директора — начальник службы обеспечения деятельности — Герасимов Сергей Александрович;
- заместитель директора — начальник управления кадров — Родионов Андрей Фёдорович

### «Заслон»
Подразделение «Заслон» (ОСН «Заслон» СВР) было создано в структуре Центра собственной безопасности СВР России в 1997 году (в соответствии с секретным указом Президента Российской Федерации от 23.03.1997) и достигло оперативной готовности в 1998-м. В его состав вошли почти три сотни человек, ранее занимавшихся выполнением спецопераций за рубежом. Возглавил подразделение А. С. Колосов.
«Заслон» предназначен для силового реагирования на угрозы объектам Службы, дипломатическим миссиям России за рубежом и охраны руководителей СВР России и МИД России во время их визитов в «горячие точки».
В некоторых публикациях СМИ «Заслон» описывался как разведывательно-диверсионное подразделение, аналогичное существовавшему в Первом главном управлении КГБ СССР «Отдельному учебному центру» (ОУЦ, группа «Вымпел»), так по сообщению газеты «Московский комсомолец»: «аналогичное подразделение уже существовало в Первом главном управлении КГБ СССР, однако во времена афганской войны оно стало выполнять несвойственные для разведки задачи и в 1983 году было выведено из состава ПГУ КГБ СССР, передано другому управлению комитета, а через несколько лет и вовсе распалось».
Однако директор СВР России Сергей Лебедев 20 декабря 2002 года в интервью ИА «Интерфакс» отрицал существование в СВР России разведывательно-диверсионных подразделений.
По сообщениям ряда российских СМИ, в 2003 году «Заслон» использовался в Ираке и Иране. Сотрудником «Заслона» назывался Олег Федосеев, один из трёх работников посольства России в Ираке, похищенных и убитых в 2006 году.
24 мая 2014 года в фотоальбоме Дмитрия Рогозина в Facebook появился отчёт вице-премьера о поездке в Сирию, где он встретился с президентом Башаром Асадом. Среди кадров была опубликована фотография, на которой Рогозин изображён среди бойцов группы «Заслон». Позднее фотография была удалена со страницы Дмитрия Рогозина. Информация об операциях группы «Заслон» в Сирии появляется также и в зарубежных источниках.
По сведениям телеканала «Звезда», в начале апреля 2015 года бойцы российского «Заслона» эвакуировали посольство США в йеменской столице Сана.

### Российский институт стратегических исследований
Аналитическим центром СВР России являлся Институт стратегических исследований, образованный указом Президента Российской Федерации от 29 февраля 1992 года № 202 из бывшего Всесоюзного научно-исследовательского института комплексных проблем при Госкомитете по науке и технике (ВНИИ КП СССР). Имел статус войсковой части.
В 2009 году институт реорганизован и переподчинён Администрации Президента Российской Федерации.
Директора:
- Юрий Евгеньевич Сцепинский (1992—1994)
- Евгений Михайлович Кожокин (1994—2009)
- Леонид Петрович Решетников (2009—2017)
- Михаил Ефимович Фрадков (с 4 января 2017).

## Санкции
Из-за вторжения России на Украину Служба внешней разведки Российской Федерации была внесена в санкционный список Евросоюза.
10 марта 2022 года федеральная служба включена в санкционный список Канады «за роль в содействии или поддержке неспровоцированного и неоправданного вторжения президента Путина в Украину». 19 мая 2022 года СВР включена в санкционные списки США из-за продолжающейся агрессии в отношении Украины.
По аналогичным основания Служба внешней разведки Российской Федерации находится в санкционных списках Швейцарии, Украины и Японии.

## Ведомственные медали
- «За заслуги»
- «За отличие в военной службе»
- «Ветеран Службы»
- «За отличие»
- «За трудовое отличие»
- «За взаимодействие»
- «Премия СВР России»

## Эмблемы и памятные знаки
- Эмблема СВР России
- Памятный знак 85 лет ИНО—ПГУ—СВР

## В нумизматике и филателии
30 мая 2022 года Банк России выпустил памятную серебряную монету, посвященную 100-летнему юбилею нелегальной разведки, на которой изображены скульптурная композиция в честь отечественных разведчиков «Отечество, доблесть, честь», на фоне — изображение главного входа в штаб-квартиру Службы внешней разведки России.
- Монета Банка России, 2022 год
- Монета Банка России. 100-летие со дня образования Службы внешней разведки Российской Федерации. 50 рублей, 2020 г., золото, реверс, пруф.
- Монета Банка России. 3 рубля, 2020 г., серебро, реверс, пруф. 100-летие со дня образования Службы внешней разведки Российской Федерации.
- К 80-летию отечественной внешней разведки. Служба внешней разведки Российской Федерации
- К 100-летию отечественной внешней разведки. Служба внешней разведки Российской Федерации

## Известные сотрудники
В Службе внешней разведки работали следующие государственные деятели РФ:
- Васильев Игорь Владимирович — губернатор Кировской области.
- Груздев Владимир Сергеевич — предприниматель, бывший губернатор Тульской области.
- Дмитриев Михаил Аркадьевич — бывший руководитель Федеральной службы по военно-техническому сотрудничеству.
- Ерин Виктор Фёдорович — бывший министр внутренних дел Российской Федерации.
- Иванов Сергей Борисович — бывший руководитель Администрации президента Российской Федерации.
- Корендясев Анатолий Александрович — депутат Госдумы пятого созыва.
- Лебедев Сергей Николаевич  — исполнительный секретарь Содружества Независимых Государств (начиная с октября 2007 года по настоящее время), российский разведчик, директор Службы внешней разведки РФ с 2000 по 2007 годы, генерал армии.
- Рапота Григорий Алексеевич — Государственный секретарь Союзного государства.
- Чиркунов Олег Анатольевич — бывший губернатор Пермского края.
- Якунин Владимир Иванович — бывший президент ОАО «РЖД».